# برنارد ن. فيلدز
برنارد ن. فيلدز (بالإنجليزية: Bernard N. Fields)‏ هو عالم أحياء أمريكي، ولد في 1938، وتوفي في 1995.